# Phyllotreta variipennis
Phyllotreta variipennis es una especie de insecto coleóptero de la familia Chrysomelidae. Fue descrita científicamente en 1859 por Boieldieu.